# Gyokuji
『Gyokuji』（ぎょくじ）は中国の Digital power era information technology が開発し、株式会社エンタークルーズが運営する、PC用のシミュレーションゲーム。通常のオンラインゲームと異なり、インターネットブラウザ上でプレイできる、いわゆるブラウザゲーム。
中国の南北朝時代を背景にしたシミュレーションRPG。プレイヤーは「江南」「中原」「漠北」の三つの中から一つを選択し、資源の生産や略奪などを行い、領土を拡大しながら天下統一を目指す。MMORPGのように、ほかのプレイヤーとの協力をしながらプレイ可能となっている。

## ゲーム内容
『Gyokuji』は中国の南北朝時代（439-589）の歴史を背景とした戦争戦略シミュレーション ブラウザゲームである。プレイヤーは「江南」、「中原」、「漠北」の三つからひとつを選択し、資源の生産や略奪、絶え間ない軍隊の拡大、領土の拡張などを通じて、ゲームシステムとして実際に天下統一を果たす、壮大な背景とゲームシステムを搭載している。 MMORPG の要素が含まれており、プレイヤー同士が協力し、仲間とチャットで会話をしながら、天下統一を目指す。

## 選択派系
漠北
典型的な游牧民の特徴(移動)を持ち、凶暴かつ精悍(せいかん)で、最強の騎馬部隊を持っている。
江南
漢民族は科学技術の開発に優れており、強力な歩兵を持っている。兵器部隊は後半になると最大の威力を発揮する。
中原
胡民と漢民の軍事的な強みを併せ持っている。兵科は比較的にバランスがよく、近距離戦に強い。

## 大規模アップデート情報
- 2009年12月18日 - クローズドβサービスを開始。同年12月28日に終了。
- 2010年1月21日 - オープンβサービスを開始。第一サーバー「青龍」を開設。正式サービスにデータ引継ぎ。
- 2010年4月15日 - 第二サーバー「朱雀」を開設。
- 2010年7月1日 - 第三サーバー「白虎」を開設。

## 城内施設
- 民家
- 物資倉
- 食糧倉
- 蔵兵洞
- 職人房
- 軍司令部
- 歩兵宿舎
- 騎兵宿舎
- 城主官邸
- 兵器工場
- 行軍訓練
- 特兵宿舎
- 学院
- 兵術研究
- 装具研究
- 器械研究
- 外交施設
- 交易施設
- 武将宿舎
- 登用所
- 城壁

## 城外施設
- 木場/木
- 石山/石
- 鉄山/鉄
- 農地/糧